# Forcipomyia cypri
Forcipomyia cypri är en tvåvingeart som först beskrevs av Jean-Jacques Kieffer 1918.  Forcipomyia cypri ingår i släktet Forcipomyia och familjen svidknott.
Artens utbredningsområde är Cypern. Inga underarter finns listade i Catalogue of Life.